# ハンカ・シェルデルップ・ペツォルト
ハンカ・シェルデルップ・ペツォルト（Hanka Schjelderup Petzold、1862年6月27日 - 1937年8月14日または同年8月18日）は、ノルウェーのピアニスト、声楽家（ソプラノ）。姉に画家のライス・シェルデルップ、兄に作曲家のゲルハルト・シェルデルップがいる。

## 経歴

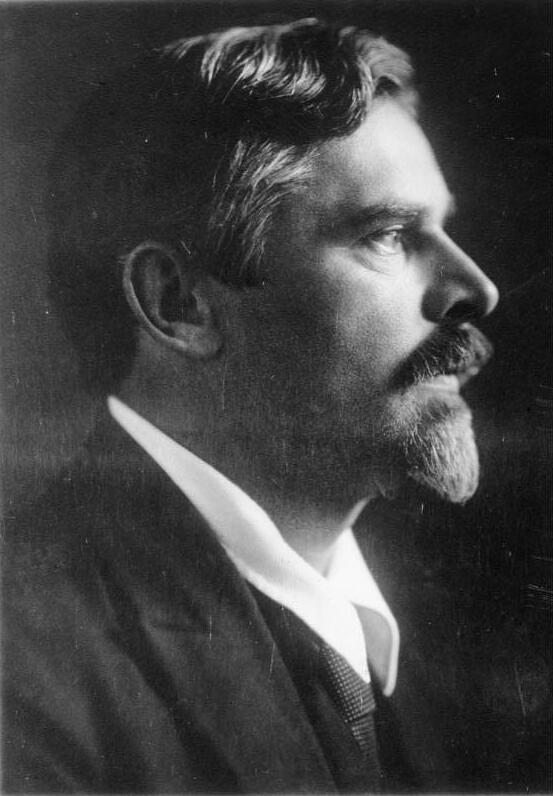
夫のブルーノ・ペツォルト

パリでフランシス・トメとエリ＝ミリアム・ドラボルドとマリー・ジャエルに、ヴァイマルでフランツ・リストにピアノを学んだ。パリに戻ると同地でマチルデ・マルケージに、さらにドレスデンでアグラヤ・オルゲニに声楽を学んだ。バイロイトではコジマ・ワーグナーにリヒャルト・ワーグナーのオペラについて学んだ。その後、ドイツでオペラ『タンホイザー』のエリーザベト役が好評を博する。1909年に来日し、1924年まで東京音楽学校で声楽とピアノの指導に携わった。夫はドイツの仏教研究者ブルーノ・ペツォルト。
ハンカ・シェルデルップ・ペツォルトの指導を受けた著名な日本人声楽家として、原田潤、三浦環、外山国彦、梁田貞、澤崎定之、清水金太郎、船橋栄吉、立松ふさ、柳兼子、永井郁子、原信子、武岡鶴代、矢田部勁吉、須藤五郎、関鑑子、細川碧などが挙げられる。
1937年3月に心臓病のために聖路加国際病院に入院し、同年8月に没した。夫のブルーノは第二次世界大戦終戦時に長野県軽井沢町に疎開し、1949年2月16日に同地で死去した。その後、夫妻の遺骨は比叡山に葬られた。